# Campionato europeo femminile di pallavolo 2005
Il campionato europeo femminile di pallavolo 2005 si è svolto dal 17 al 25 settembre 2005 a Pola e Zagabria, in Croazia: al torneo hanno partecipato dodici squadre nazionali europee e la vittoria finale è andata per la seconda volta consecutiva alla Polonia.

## Qualificazioni
Al torneo hanno partecipato: la nazionale del paese organizzatore, le prime quattro nazionali classificate al campionato europeo 2003 e sette nazionali qualificate tramite il torneo di qualificazione.

## Impianti
|                                                                |                                                                    |  |
|                                                                |                                                                    |  |
| Dom sportova Città: Pola Capienza: 2 400 Anno d'apertura: 1978 | Dom sportova Città: Zagabria Capienza: 5 000 Anno d'apertura: 1972 |  |

## Regolamento

### Formula
Le squadre hanno disputato una prima fase a gironi con formula del girone all'italiana; al termine della prima fase:
- Le prime due classificate di ogni girone hanno acceduto alla fase finale per il primo posto, strutturata in semifinali, finale per il terzo posto e finale.
- La terza e la quarta classificata di ogni girone hanno acceduto alla fase finale per il quinto posto, strutturata in semifinali, finale per il terzo settimo posto e finale per il quinto posto.

### Criteri di classifica
Sono stati assegnati 2 punti alla squadra vincente e 1 a quella sconfitta.
L'ordine del posizionamento in classifica è stato definito in base a:
- Punti;
- Ratio dei set vinti/persi;
- Ratio dei punti realizzati/subiti;
- Risultati degli scontri diretti.

## Squadre partecipanti
| Squadra             | Qualificazione                             | Ultima partecipazione |
| ------------------- | ------------------------------------------ | --------------------- |
| Azerbaigian         | 2ª al torneo di qualificazione (girone B)  | Debutto               |
| Bulgaria            | 2ª al torneo di qualificazione (girone C)  | Turchia 2003          |
| Croazia             | Paese organizzatore                        | Bulgaria 2001         |
| Germania            | 3ª al campionato europeo 2003              | Turchia 2003          |
| Italia              | 1ª al torneo di qualificazione (girone B)  | Turchia 2003          |
| Paesi Bassi         | 4ª al campionato europeo 2003              | Turchia 2003          |
| Polonia             | 1ª al campionato europeo 2003              | Turchia 2003          |
| Romania             | 2ª al torneo di qualificazione (girone A)  | Turchia 2003          |
| Russia              | Migliore terza al torneo di qualificazione | Turchia 2003          |
| Serbia e Montenegro | 1ª al torneo di qualificazione (girone C)  | Turchia 2003          |
| Spagna              | 1ª al torneo di qualificazione (girone A)  | Debutto               |
| Turchia             | 2ª al campionato europeo 2003              | Turchia 2003          |

## Torneo

### Fase a gironi
| Girone A            | Girone B    |
| ------------------- | ----------- |
| Azerbaigian         | Bulgaria    |
| Croazia             | Italia      |
| Germania            | Paesi Bassi |
| Polonia             | Russia      |
| Romania             | Spagna      |
| Serbia e Montenegro | Turchia     |

#### Girone A

##### Risultati
| 17 settembre 2005 Dom sportova, Zagabria Durata: 1h:45 - Spettatori: 3 000 | Croazia             | 1 - 3 | Romania             | 24-26, 18-25, 25-20, 25-27        |
| 17 settembre 2005 Dom sportova, Zagabria Durata: 1h:21 - Spettatori: 600   | Paesi Bassi         | 3 - 0 | Azerbaigian         | 26-24, 25-20, 25-23               |
| 17 settembre 2005 Dom sportova, Zagabria Durata: 1h:48 - Spettatori: 250   | Germania            | 1 - 3 | Serbia e Montenegro | 22-25, 25-17, 13-25, 16-25        |
| 18 settembre 2005 Dom sportova, Zagabria Durata: 1h:45 - Spettatori: 200   | Azerbaigian         | 3 - 1 | Romania             | 26-24, 23-25, 25-17, 25-19        |
| 18 settembre 2005 Dom sportova, Zagabria Durata: 1h:44 - Spettatori: 3 500 | Serbia e Montenegro | 1 - 3 | Croazia             | 25-16, 19-25, 23-25, 16-25        |
| 18 settembre 2005 Dom sportova, Zagabria Durata: 2h:25 - Spettatori: 300   | Polonia             | 3 - 2 | Germania            | 25-22, 23-25, 19-25, 28-26, 15-13 |
| 19 settembre 2005 Dom sportova, Zagabria Durata: 1h:55 - Spettatori: 200   | Polonia             | 2 - 3 | Serbia e Montenegro | 15-25, 25-19, 14-25, 26-24        |
| 19 settembre 2005 Dom sportova, Zagabria Durata: 1h:17 - Spettatori: 250   | Germania            | 0 - 3 | Azerbaigian         | 24-26, 14-25, 21-25               |
| 19 settembre 2005 Dom sportova, Zagabria Durata: 1h:51 - Spettatori: 3 000 | Croazia             | 1 - 3 | Polonia             | 16-25, 21-25, 25-22, 20-25        |
| 21 settembre 2005 Dom sportova, Zagabria Durata: 1h:48 - Spettatori: 350   | Azerbaigian         | 3 - 1 | Serbia e Montenegro | 18-25, 25-19, 25-20, 28-26        |
| 21 settembre 2005 Dom sportova, Zagabria Durata: 1h:07 - Spettatori: 350   | Polonia             | 3 - 0 | Romania             | 25-13, 25-19, 25-16               |
| 21 settembre 2005 Dom sportova, Zagabria Durata: 1h:26 - Spettatori: 5 000 | Germania            | 0 - 3 | Croazia             | 21-25, 22-25, 23-25               |
| 22 settembre 2005 Dom sportova, Zagabria Durata: 1h:46 - Spettatori: 250   | Serbia e Montenegro | 1 - 3 | Polonia             | 14-25, 23-25, 25-23, 21-25        |
| 22 settembre 2005 Dom sportova, Zagabria Durata: 1h:40 - Spettatori: 200   | Romania             | 1 - 3 | Germania            | 25-20, 18-25, 21-25, 17-25        |
| 22 settembre 2005 Dom sportova, Zagabria Durata: 1h:20 - Spettatori: 5 000 | Croazia             | 0 - 3 | Azerbaigian         | 23-25, 16-25, 22-25               |

##### Classifica
| Pos. | Squadra     | Pt | G | V | P | SV | SP | Ratio | PF  | PS  | Ratio |
| ---- | ----------- | -- | - | - | - | -- | -- | ----- | --- | --- | ----- |
| 1.   | Polonia     | 10 | 5 | 5 | 0 | 15 | 4  | 3,750 | 456 | 391 | 1,166 |
| 2.   | Azerbaigian | 9  | 5 | 4 | 1 | 12 | 5  | 2,400 | 413 | 371 | 1,113 |
| 3.   | Croazia     | 7  | 5 | 2 | 3 | 8  | 10 | 0,800 | 401 | 419 | 0,957 |
| 4.   | Serbia      | 7  | 5 | 2 | 3 | 9  | 12 | 0,750 | 456 | 454 | 1,004 |
| 5.   | Romania     | 6  | 5 | 1 | 4 | 7  | 13 | 0,538 | 405 | 469 | 0,863 |
| 6.   | Germania    | 6  | 5 | 1 | 4 | 6  | 13 | 0,461 | 407 | 434 | 0,937 |

      Qualificata alle semifinali per il primo posto.
      Qualificata alle semifinali per il quinto posto.

#### Girone B

##### Risultati
| 17 settembre 2005 Dom sportova, Pola Durata: 2h:10 - Spettatori: 500   | Paesi Bassi | 2 - 3 | Bulgaria    | 25-17, 18-25, 22-25, 25-17, 14-16 |
| 17 settembre 2005 Dom sportova, Pola Durata: 1h:25 - Spettatori: 1 450 | Italia      | 3 - 0 | Spagna      | 25-21, 29-27, 25-21               |
| 17 settembre 2005 Dom sportova, Pola Durata: 1h:18 - Spettatori: 500   | Turchia     | 0 - 3 | Russia      | 23-25, 24-26, 20-25               |
| 18 settembre 2005 Dom sportova, Pola Durata: 1h:15 - Spettatori: 950   | Bulgaria    | 0 - 3 | Italia      | 23-25, 14-25, 20-25               |
| 18 settembre 2005 Dom sportova, Pola Durata: 1h:44 - Spettatori: 1 400 | Russia      | 3 - 1 | Spagna      | 25-11, 25-23, 22-25, 25-18        |
| 18 settembre 2005 Dom sportova, Pola Durata: 1h:54 - Spettatori: 800   | Turchia     | 1 - 3 | Paesi Bassi | 22-25, 30-28, 21-25, 23-25        |
| 19 settembre 2005 Dom sportova, Pola Durata: 1h:19 - Spettatori: 130   | Spagna      | 0 - 3 | Bulgaria    | 22-25, 12-25, 23-25               |
| 19 settembre 2005 Dom sportova, Pola Durata: 1h:15 - Spettatori: 950   | Italia      | 3 - 0 | Turchia     | 25-21, 25-21, 25-20               |
| 19 settembre 2005 Dom sportova, Pola Durata: 2h:06 - Spettatori: 980   | Paesi Bassi | 2 - 3 | Russia      | 25-18, 25-21, 20-25, 26-28, 9-15  |
| 21 settembre 2005 Dom sportova, Pola Durata: 1h:10 - Spettatori: 180   | Turchia     | 3 - 0 | Spagna      | 25-22, 25-13, 25-21               |
| 21 settembre 2005 Dom sportova, Pola Durata: 1h:49 - Spettatori: 1 460 | Paesi Bassi | 1 - 3 | Italia      | 23-25, 19-25, 26-24, 18-25        |
| 21 settembre 2005 Dom sportova, Pola Durata: 1h:15 - Spettatori: 1 100 | Russia      | 3 - 0 | Bulgaria    | 25-23, 25-17, 25-21               |
| 22 settembre 2005 Dom sportova, Pola Durata: 1h:21 - Spettatori: 140   | Spagna      | 0 - 3 | Paesi Bassi | 23-25, 20-25, 22-25               |
| 22 settembre 2005 Dom sportova, Pola Durata: 1h:55 - Spettatori: 2 600 | Italia      | 3 - 2 | Russia      | 22-25, 25-14, 25-16, 14-25, 15-12 |
| 22 settembre 2005 Dom sportova, Pola Durata: 1h:37 - Spettatori: 650   | Bulgaria    | 1 - 3 | Turchia     | 25-20, 14-25, 19-25, 23-25        |

##### Classifica
| Pos. | Squadra     | Pt | G | V | P | SV | SP | Ratio | PF  | PS  | Ratio |
| ---- | ----------- | -- | - | - | - | -- | -- | ----- | --- | --- | ----- |
| 1.   | Italia      | 10 | 5 | 5 | 0 | 15 | 3  | 5,000 | 429 | 366 | 1,172 |
| 2.   | Russia      | 9  | 5 | 4 | 1 | 14 | 6  | 2,333 | 447 | 411 | 1,087 |
| 3.   | Paesi Bassi | 7  | 5 | 2 | 3 | 11 | 10 | 1,100 | 473 | 467 | 1,012 |
| 4.   | Turchia     | 7  | 5 | 2 | 3 | 7  | 10 | 0,700 | 395 | 391 | 1,010 |
| 5.   | Bulgaria    | 7  | 5 | 2 | 3 | 7  | 11 | 0,636 | 374 | 406 | 0,921 |
| 6.   | Spagna      | 5  | 5 | 0 | 5 | 1  | 15 | 0,066 | 324 | 401 | 0,808 |

      Qualificata alle semifinali per il primo posto.
      Qualificata alle semifinali per il quinto posto.

### Fase finale

#### Finali 1º e 3º posto
|  | Semifinali | Semifinali  | Semifinali |        |    | Finale          | Finale          | Finale          |  |
|  |            |             |            |        |    |                 |                 |                 |  |
|  | 2B         | Russia      | 2          |        |    |                 |                 |                 |  |
|  | 2B         | Russia      | 2          |        |    |                 |                 |                 |  |
|  | 1A         | Polonia     | 3          |        |    |                 |                 |                 |  |
|  | 1A         | Polonia     | 3          |        | 1A | Polonia         | 3               |                 |  |
|  |            |             |            |        | 1A | Polonia         | 3               |                 |  |
|  |            |             | 1B         | Italia | 1  |                 |                 |                 |  |
|  | 2A         | Azerbaigian | 1B         | Italia | 1  | 0               |                 |                 |  |
|  | 2A         | Azerbaigian |            |        |    | 0               |                 |                 |  |
|  | 1B         | Italia      | 3          |        |    | Finale 3º posto | Finale 3º posto | Finale 3º posto |  |
|  | 1B         | Italia      | 3          |        |    |                 |                 |                 |  |
|  |            |             |            |        |    |                 |                 |                 |  |
|  |            |             |            |        |    | 2B              | Russia          | 3               |  |
|  |            |             |            |        |    | 2B              | Russia          | 3               |  |
|  |            |             |            |        |    | 2A              | Azerbaigian     | 0               |  |

##### Semifinali
| 24 settembre 2005 Dom sportova, Zagabria Durata: 1h:12 - Spettatori: 1 200 | Azerbaigian | 0 - 3 | Italia | 19-25, 19-25, 22-25               |
| 24 settembre 2005 Dom sportova, Zagabria Durata: 2h:30 - Spettatori: 1 200 | Polonia     | 3 - 2 | Russia | 26-24, 25-22, 26-28, 20-25, 22-20 |

##### Finale 3º posto
| 25 settembre 2005 Dom sportova, Zagabria Durata: 1h:06 - Spettatori: 1 000 | Russia | 3 - 0 | Azerbaigian | 25-20, 25-10, 25-21 |

##### Finale
| 25 settembre 2005 Dom sportova, Zagabria Durata: 1h:46 - Spettatori: 2 700 | Polonia | 3 - 1 | Italia | 25-23, 27-25, 21-25, 25-18 |

#### Finali 5º e 7º posto
|  | Semifinali | Semifinali          | Semifinali |             |    | Finale 5º posto | Finale 5º posto | Finale 5º posto |  |
|  |            |                     |            |             |    |                 |                 |                 |  |
|  | 3A         | Croazia             | 1          |             |    |                 |                 |                 |  |
|  | 3A         | Croazia             | 1          |             |    |                 |                 |                 |  |
|  | 4B         | Turchia             | 3          |             |    |                 |                 |                 |  |
|  | 4B         | Turchia             | 3          |             | 4B | Turchia         | 1               |                 |  |
|  |            |                     |            |             | 4B | Turchia         | 1               |                 |  |
|  |            |                     | 3B         | Paesi Bassi | 3  |                 |                 |                 |  |
|  | 4A         | Serbia e Montenegro | 3B         | Paesi Bassi | 3  | 0               |                 |                 |  |
|  | 4A         | Serbia e Montenegro |            |             |    | 0               |                 |                 |  |
|  | 3B         | Paesi Bassi         | 3          |             |    | Finale 7º posto | Finale 7º posto | Finale 7º posto |  |
|  | 3B         | Paesi Bassi         | 3          |             |    |                 |                 |                 |  |
|  |            |                     |            |             |    |                 |                 |                 |  |
|  |            |                     |            |             |    | 3A              | Croazia         | 0               |  |
|  |            |                     |            |             |    | 3A              | Croazia         | 0               |  |
|  |            |                     |            |             |    | 4A              | Serbia          | 3               |  |

##### Semifinali
| 24 settembre 2005 Dom sportova, Zagabria Durata: 1h:11 - Spettatori: 300 | Serbia e Montenegro | 0 - 3 | Paesi Bassi | 15-25, 11-25, 21-25        |
| 24 settembre 2005 Dom sportova, Zagabria Durata: 1h:43 - Spettatori: 300 | Croazia             | 1 - 3 | Turchia     | 25-18, 22-25, 23-25, 22-25 |

##### Finale 7º posto
| 25 settembre 2005 Dom sportova, Zagabria Durata: 1h:15 - Spettatori: 520 | Croazia | 0 - 3 | Serbia | 22-25, 21-25, 14-25 |

##### Finale 5º posto
| 25 settembre 2005 Dom sportova, Zagabria Durata: 1h:36 - Spettatori: 500 | Turchia | 1 - 3 | Paesi Bassi | 18-25, 25-12, 21-25, 20-25 |

## Classifica finale
| Pos     | Squadra             | Rosa |
| ------- | ------------------- | --- |
| Oro     | Polonia             | Formazione: 1 Skowrońska, 2 Barbachowska, 4 Bełcik, 5 Szryniawska, 7 Glinka, 8 Świeniewicz, 9 Mróz, 10 Podoba, 11 Pycia, 12 Bamber, 13 Rosner, 16 Przybysz, CT: Niemczyk |
| Argento | Italia              | Formazione: 1 Gioli, 2 Rinieri, 3 Togut, 4 Cella, 5 Anzanello, 8 Barazza, 9 Centoni, 11 Ortolani, 13 Luraschi, 14 Lo Bianco, 15 Del Core, 17 Cardullo, CT: Bonitta       |
| Bronzo  | Russia              | Formazione: 1 Borodakova, 2 Sažina, 6 Godina, 7 Safronova, 8 Kurnosova, 9 Alimova, 10 Kabešova, 11 Gamova, 12 Šešenina, 13 Žadan, 15 Fateeva, 16 Merkulova, CT: Caprara  |
| 4       | Azerbaigian         | |
| 5       | Paesi Bassi         | |
| 6       | Turchia             | |
| 7       | Serbia e Montenegro | |
| 8       | Croazia             | |
| 9       | Bulgaria            | |
| 10      | Romania             | |
| 11      | Germania            | |
| 12      | Spagna              | |

|  | Qualificata alla Grand Champions Cup 2005 e al campionato europeo 2007. |

|  |  |  | Qualificata al campionato europeo 2007. |

## Premi individuali
| Premio                 | Nome               | Squadra     |
| ---------------------- | ------------------ | ----------- |
| MVP                    | Dorota Świeniewicz | Polonia     |
| Miglior realizzatrice  | Dorota Świeniewicz | Polonia     |
| Miglior attaccante     | Elena Godina       | Russia      |
| Miglior muro           | Özlem İşseven      | Turchia     |
| Miglior servizio       | Alla Hasanova      | Azerbaigian |
| Miglior palleggiatrice | Eleonora Lo Bianco | Italia      |
| Miglior ricevitrice    | Gülden Kayalar     | Turchia     |
| Miglior libero         | Valeriya Korotenko | Azerbaigian |